# Éric Stoffel
Éric Stoffel, né en 1962 à Marseille, est un scénariste de bande dessinée et un illustrateur français.

## Biographie
Après des études en physique, Éric Stoffel s’oriente au début des années 1980 vers la radio y gérant diverses émissions reliées à l’actualité artistique, cinéma, théâtre, musique.
Il mène à cette époque une activité musicale comme chanteur auteur compositeur au sein du groupe New Wave Randolf Carter.
C’est entre 1991 et 1993, après différents métiers dans le commerce et l’informatique, qu’il entre dans le monde de la bande dessinée. Jean-Louis Mourier lui présente le dessinateur Olivier Thomas. Ensemble ils réalisent Arvandor, série d'heroic fantasy qui sera éditée par Vents d'Ouest. Alors que le premier tome est en chantier, Olivier Thomas présente à Éric Stoffel le dessinateur Thomas Allart. La rencontre donne lieu à quatre albums, la série Pandora chez Vents d'Ouest.
Une autre rencontre avec Pierre Léoni, fondateur des éditions Clair de Lune, donne naissance à Malédictis, saga médiévale historique dessiné par Cyril Pontet (Chroniques de la Lune noire).
Quelques autres collaborations ont lieu avec Bruno Bessadi pour une série de strip hebdomadaire publiée dans Marseille l’Hebdo. Après un an et demi de service, Éric Stoffel passe la main au scénariste dessinateur Domas, toujours actuel scénariste des strip 2 Gars 2 mars.
Éric Stoffel travaille également avec Richard Di Martino et Marcello Dichiara dans le cadre du Semiverse, projet mené par Thierry Mornet et Jean-Marc Lofficier aux éditions Semic. Une mini série de super-héros en quatre parties : Kit Kappa champion des arts martiaux formé au Tibet. Depuis l’arrêt des pockets la série a été récupérée par Jean Marc Lofficier, fondateur de la maison d’édition Hexagon Comics.
Les séries du « SemicVerse » commencent à être publiées depuis début 2006 (Wampus, The Clash).
Éric Stoffel a également publié deux mini-histoires de Tynias dans Lanfeust Mag, avec le dessinateur Michel Espinosa.
En 2005 sort chez Delcourt le premier tome de la série de science fiction Derm en coscénarisation avec le dessinateur Yann Valéani. En 2006, Eric Stoffel collabore à un roman jeunesse, Un bruit qui court écrit par Jean-Luc Luciani aux éditions Rouge Safran. C’est comme illustrateur qu'il intervient.
En 2007, deux nouvelles séries sortent chez Bamboo collection « Grand Angle » : Axelle, un récit de science fiction avec Simon Fraser (Nicholas Dante, Judge Dredd, Hell House) et Oukase,, un récit d’espionnage en collaboration avec Luc Brahy (co-scénariste) et le dessinateur Michel Espinosa en quatre volumes (plus une intégrale).
À partir de 2015, il réalise, en collaboration avec le scénariste Serge Scotto et la famille Pagnol, (notamment de Nicolas Pagnol, petit-fils de l’écrivain) ainsi qu'avec plusieurs dessinateurs, l'adaptation des œuvres complètes de Marcel Pagnol en bande dessinée dans la collection Grand Angle des éditions Bamboo,.
L'adaptation bédé de La Gloire de mon père (2015) inaugure la série Souvenirs d'enfance, elle est suivie par l'album Le Château de ma mère (2016) puis par Le Temps des secrets (2017) et enfin par Le Temps des amours (2018), dernier volume de la série.
En 2019 notamment, avec Serge Scotto comme co-scénariste, il adapte Marius, le premier volume de la Trilogie marseillaise , dessinée par Sébastien Morice,.

## Œuvre

### Bande dessinée
- Arvandor, scénario d'Éric Stoffel, dessins d'Olivier Thomas, Vents d'Ouest

1. La Cabale sombre, 2001  (ISBN 2-86967-908-4)
2. Le Champ des âmes, 2001  (ISBN 2-86967-953-X)
3. Karra Helesh, 2003  (ISBN 2-7493-0003-7)

- Blériot, scénario d'Éric Stoffel et Franck Coste, dessins de Marcel Uderzo, Idées+, collection Plein Vol, 2009  (ISBN 978-2-916795-30-0)
- Devota, Itinéraire d'une martyre, de la Corse à Monaco, scénario d'Éric Stoffel, dessins de Frédéric Allali et d'Éric Stoffel, Plein vent, 2022  (ISBN 978-2-492-54744-7)
- Derm, scénario d'Éric Stoffel, dessins de Yann Valeani, Delcourt, Neopolis

1. Ali Tatoo, 2005  (ISBN 2-84055-862-9)

- L'Histoire de l'aéronautique, Idées+, collection Plein Vol

1. Des Origines à Blériot[10], scénario de Franck Coste et Éric Stoffel, dessins de Marcel Uderzo, 2009  (ISBN 978-2-916795-17-1)
2. 1909, l'année de tous les défis !, scénario de Christine Coste et Éric Stoffel, dessins de Marcel Uderzo et Frédéric Allali, 2010  (ISBN 978-2-916795-24-9)
3. De terre, de ciel et de mer !, scénario de Christine Coste et Éric Stoffel, dessins de Frédéric Allali, 2015
4. Premiers conflits dans les airs !, scénario de Christine Coste et Éric Stoffel, dessins de Frédéric Allali, 2019

- L'histoire de l'astronautique, Idées+, collection Plein Vol

1. Nous irons jusqu'aux astres, scénario d'Éric Stoffel, dessins de Frédéric Allali, 2012  (ISBN 978-2-916795-26-3)

- Histoires de pilotes, scénario d'Éric Stoffel, dessins de Frédéric Allali, Idées+, collection Plein vol

1. Les premiers brevets, 2010  (ISBN 978-2-916795-29-4)

- Ingrid de la jungle[11],[12], scénario d'Éric Stoffel et Serge Scotto, dessins de Richard Di Martino, 2010  (ISBN 978-2-352-07011-5)
- Jazz, scénario de Serge Scotto, dessins de Daniel Alexandre (crédité sous le nom d'A.Dan), éditions Grand Angle, 2017[13]
- Maledictis, scénario d'Éric Stoffel, dessins de Cyril Pontet, Clair de Lune, collection D'amour et de sang

1. Les Démons de la lune, 2001  (ISBN 2-913714-09-9)[14]

- Oukase, scénario d'Éric Stoffel et Luc Brahy, dessins et couleurs de Michel Espinosa, Bamboo, collection Grand Angle, 4 volumes (2007 à 2009) et une intégrale (2011)
- Pandora, scénario d'Éric Stoffel, dessins de Thomas Allart, couleurs de Bruno Pradelle, Vents d'Ouest, 4 volumes (2001 à 2004) et une intégrale (2012)
- Pompiers du ciel, scénario de J. Aiffvé, Franck Coste et Éric Stoffel, dessins de René Mazyn, Frédéric Allali et Yves Plateau, Idées+, collection Plein Vol

1. Pélicans dans les flammes, 2012  (ISBN 978-2-916795-42-3)

- Patrouilles aériennes acrobatiques, Idées+, Collection Plein vol

1. Vol. 1, scénario de Franck Coste, dessins de Frédéric Allali, Marcel Uderzo, Éric Stoffel, Gil Formosa, Yves Plateau et Antoine Kompf, 2011  (ISBN 978-2-916795-31-7)
2. Vol. 1 & 2, scénario de Franck Coste, dessins de Frédéric Allali, Marcel Uderzo, Éric Stoffel, Gil Formosa, Yves Plateau, Antoine Kompf, Luis David Gomez et René Mazyn, 2012  (ISBN 978-2-916795-51-5)

- Collection Marcel Pagnol (scénario de Serge Scotto et Éric Stoffel et participation de divers dessinateurs ) :
  - La Gloire de mon père, , dessin de Morgann Tanco, Édition Grand Angle, 2015
  - Merlusse, Édition Grand Angle, 2015
  - Le château de ma mère, Édition Grand Angle, 2016
  - Topaze (1ère partie), Édition Grand Angle, 2016
  - Topaze (2ème partie), Édition Grand Angle, 2016
  - Topaze - L'Intégrale (partie 1 et 2), Édition Grand Angle, 2016
  - Jean de Florette - 1, Édition Grand Angle, 2017
  - Jazz, Édition Grand Angle, 2017
  - Le Schpountz, Édition Grand Angle, 2017
  - Le temps des secrets, Édition Grand Angle, 2017
  - La Glori de moun paire, dessin de Morgann Tanco, Édition Grand Angle, 2018, adaptation en langue provençale de La Gloire de mon père[15]
  - Le temps des amours, Édition Grand Angle, 2018
  - Cigalon, Édition Grand Angle, 2018
  - Jean de Florette - 2, Édition Grand Angle, 2019
  - La Partie de boules, Édition Grand Angle, 2019
  - Les Pestiférés, dessin de Samuel Wambre, Édition Grand Angle, 2019[16],[17]
  - Marius (1ère partie), dessin de Sébastien Morice, Édition Grand Angle, 2019
  - Marius ((2ème partie), dessin de Sébastien Morice, Édition Grand Angle, 2020

### Comme illustrateur
- Un bruit qui court. Roman jeunesse illustré

Texte : Jean-Luc Luciani, Illustrations & couleurs : Éric Stoffel. ED. Rouge Safran 2006
- Sortilèges à la bibliothèque. Roman jeunesse illustré.

Texte : Calouan, Illustrations & couleurs : Éric Stoffel. Ed. Lutin Malin-CLC 2006